# Berit Kristensen
Berit Hudtloff Viinberg (tidligere Kristensen) (født 2. august 1983 i Sakskøbing) er en tidligere dansk håndboldspiller der senest spillede for Randers HK som playmaker. Hun indstillede karrieren i sommeren 2013 pga. skader.
Hun begyndte med at spille håndbold i Sakskøbing-Slemminge Håndboldklub på Lolland. Berit Kristensen fik debut på det danske A-landshold den 25. september 2003. Få dage før Europamesterskaberne 2010 på hjemmebane havde hun i alt spillet 44 kampe og scoret 65 mål for nationalmandskabet.
Privat er hun gift med håndboldspilleren Jeppe Viinberg